# Horea, Satu Mare
Horea (maghiară Károlyipuszta) este un sat în comuna Sanislău din județul Satu Mare, Transilvania, România. Se află în partea de sud-vest a județului, în Câmpia Carei. La recensământul din 2002 avea o populație de 203 locuitori.

## Istoric
Satul a fost menționat pentru prima dată în 1335 și apoi în 1352 cu numele Karul. În 1340 și 1347 ca Korwl iar în 1431 ca Karul, Nagkarol, în 1888 ca Karuly Puszta, și în 1913 ca Karuly.
În zona asta se aflau două sate cu acest nume. Deoarece numele lor este legat de Carei (în maghiară Nagykároly), este probabil că aceste sate aparțineau cândva clanului Kaplon, una dintre cele mai vechi familii nobiliare maghiare. Mai târziu, în secolul XIV, ambele sate au fost dobândite de către familia Báthory. 
În perioada interbelică au fost aduși niște coloniști din Țara Moților. În 1930 a fost construită biserica satului.
În 2002, din cei 203 de locuitori, 202 erau români și 1 maghiar.